# 時空相待
時空相待（じくうそうたい、space-time dependency）とは、時間知覚と空間知覚の相互依存性を指す心理学用語。心理学者佐久間鼎による造語（1933年）で、タウ効果とS効果（カッパ効果）の双方を含む。
タウ効果とS効果は表裏の関係にあり、以下のような共通の特徴を有している。
- 視覚のみならず触覚においても生じる。
- 効果の生じやすい条件が、仮現運動の生じやすい条件とかなりの程度一致している。
- 時間と空間を分離しようとする構えをとると効果が小さくなる。
- 成人よりも子どもの方が効果が強く表れる。

## タウ効果
タウはギリシア文字の“τ”である。
2つの刺激を空間的に離れた場所に継時的かつ短時間ずつ提示するとき、2刺激間の空間間隔の知覚は2刺激間の時間間隔に依存する。一般に時間間隔が長いほど空間感覚は長いと知覚され、心理学者ハリー・ヘルソンはこれをタウ効果と名づけた（1930年）。

## S効果
別名カッパ効果とも呼ばれる。カッパはギリシア文字の“κ”である。
2つの刺激を空間的に離れた場所に継時的かつ短時間ずつ提示するとき、2刺激間の時間間隔の知覚は2刺激間の空間間隔に依存する。一般に空間間隔が長いほど時間間隔は長いと知覚され、心理学者安倍三郎はこれをS効果と名づけた（1935年）。
のちに同様の現象を確認したJ. コーエンらは、これをカッパ効果と名づけた（1953年）。しかし、コーエンらの実験では空間間隔が大きかったため、S効果のような時間知覚上の空間効果ではなく、刺激光が網膜周辺部に結像することによる周辺視効果であるとする見解もある。